# 視訊剪輯軟體列表
以下是影片剪輯軟體的列表。现时大多數轉碼軟件都支持對影片的局部片段進行轉碼，也就是裁剪和修剪。本列表中的所有软件均具有以下任何一个條件：
1. 可以執行其他非線性編輯功能，例如蒙太奇或合成。
2. 可以在無需轉碼情況進行修整或裁剪。

## 自由及开放源代码软件

### 活躍及穩定
- Avidemux （[1]Linux，FreeBSD，macOS，Windows）
- Blender VSE （[2]Linux，FreeBSD，macOS，Windows）
- Cinelerra （[3]Linux）
- Kdenlive （Linux，FreeBSD，macOS，Windows）
- LiVES（英语：LiVES） （[4]BSD，IRIX，Linux，Solaris）
- Losslesscut （Linux， macOS， Windows）
- Natron（英语：Natron (software)） （[5]Linux，FreeBSD，macOS，Windows）
- OpenShot （[6]FreeBSD，Linux，macOS，Windows）
- Pitivi （[7]Linux，FreeBSD）
- Shotcut （[8]Linux，FreeBSD，macOS，Windows）

### 不活躍
- Kino （[9]Linux，FreeBSD）
- VirtualDub （[10]Windows）
- VirtualDubMod（英语：VirtualDubMod） （[11]Windows）
- VideoLan Movie Creator （VLMC） （[12]Linux，macOS，Windows）

## 專有軟件
免費軟件或免費增值产品。

### 活躍
- ActivePresenter（英语：ActivePresenter） （Windows） – 同时是螢幕錄影软件[13]
- DaVinci Resolve （[14]macOS，Windows，Linux）
- iMovie （iOS， macOS）
- ivsEdits（英语：ivsEdits） （[15]Windows）
- Freemake Video Converter（英语：Freemake Video Converter） （[16]Windows）
- Lightworks（[17]Windows，Linux，macOS）
- Microsoft 照片 (Windows)
- VideoPad Home Edition（英语：VideoPad）（Windows，macOS，iPad，Android）
- WeVideo（英语：WeVideo）（網路應用程式）
- showbox.com（英语：showbox.com） （Windows，macOS）
- VSDC Free Video Editor（英语：VSDC Free Video Editor） （Windows）

### 已停產
- Adobe Premiere Express（英语：Adobe Premiere Express） （網路應用程式） - 停產
- Debugmode Wax（英语：Debugmode Wax） （Windows） - 停產
- Pixorial（英语：Pixorial） （網路應用程式） – 停產
- VideoThang（英语：VideoThang） （Windows）– 停產
- Windows Movie Maker （Windows） - 停產

## 商业软件

### 活躍
- Adobe After Effects （macOS，Windows）
- Adobe Premiere Elements（英语：Adobe Premiere Elements） （macOS，Windows）
- Adobe Premiere Pro （macOS，Windows）
- Adobe Presenter Video Express（英语：Adobe Presenter Video Express） （macOS，Windows） – 同时是屏幕录影软件
- Autodesk Flame
- Avid Media Composer（英语：Avid Media Composer） （macOS，Windows）
- AVS Video Editor（英语：AVS Video Editor） （Windows）
- Camtasia Studio（英语：Camtasia Studio） （macOS，Windows） – 同时是屏幕录影软件
- BeeCut（英语：BeeCut） (Windows,Mac,Andriod,iOS) - 同时是屏幕录影软件
- 會聲會影 （Windows）
- 威力导演 （Windows, macOS）
- DaVinci Resolve Studio （macOS，Windows，Linux）
- Edius（英语：Edius） （Windows）
- Final Cut Pro X（英语：Final Cut Pro X） （macOS）
- FORscene（英语：FORscene） （macOS，Windows，Linux）
- Harris Broadcast Velocity （Windows）
- Kaltura（英语：Kaltura） （網路應用程式）
- Magix Movie Edit Pro（英语：Magix Movie Edit Pro） （Windows）
- Magix Vegas Pro （Windows）- Sony Vegas Pro的改进
- Media 100（英语：Media 100） Suite （macOS）
- MPEG Video Wizard DVD（英语：MPEG Video Wizard DVD） （Windows）
- muvee Reveal（英语：muvee Reveal） （Windows，macOS）
- Pinnacle Studio（英语：Pinnacle Studio） （Windows）
- Roxio Creator（英语：Roxio Creator） （Windows）
- SGO Mistika（英语：SGO Mistika） （Linux）
- Video Toaster（英语：Video Toaster） （Windows，hardware suite）
- VideoPad Masters Edition（英语：VideoPad） （Windows，macOS，iPad，Android）
- Xedio（英语：Xedio） （Windows）

### 已停產 / 淘汰
- Xpress Pro（英语：Xpress Pro） （Windows，macOS）– 停產
- Pinnacle Videospin（英语：Pinnacle Studio#VideoSpin）（Windows） – 停產
- Final Cut Express （macOS） – 停產
- Serif MoviePlus（英语：MoviePlus） （Windows） – 停產
- ArcSoft ShowBiz（英语：ArcSoft ShowBiz） （Windows）– 淘汰
- Avid DS（英语：Avid DS） （Windows）– 停產
- Clesh（英语：Clesh） （Java on macOS，Windows，Linux） – 停產